# 코임바토르구
코임바토르구(타밀어: கோயம்புத்தூர் மாவட்டம்,영어: Coimbatore District)는 타밀나두의 구이다. 타밀나두 서부 지역에 위치하며, 타밀나두 주의 콘구나두지역의 구이다. 코임바토르는 "남인도의 맨체스터"라고 알려져있다. 타밀나두의 다른 지역에 비해서 공업화되어있다. 동쪽으로는 케랄라 주의 팔라카드 구와 경계하고, 남쪽으로는 케랄라 주의 이투키 구, 동쪽으로는 티루푸르 구,북쪽으로는 닐기리스 구,북동쪽으로는 에로드 구와 약간 경계한다. 구청은 코임바토르시에 위치하고 있다.

## 인구
| 연도    | 인구      | ±% p.a. |
| ------- | --------- | ------- |
| 1901    | 697,894   | —       |
| 1911    | 754,483   | +0.78%  |
| 1921    | 787,002   | +0.42%  |
| 1931    | 914,515   | +1.51%  |
| 1941    | 1,050,676 | +1.40%  |
| 1951    | 1,259,135 | +1.83%  |
| 1961    | 1,501,084 | +1.77%  |
| 1971    | 1,886,146 | +2.31%  |
| 1981    | 2,216,562 | +1.63%  |
| 1991    | 2,493,715 | +1.19%  |
| 2001    | 2,916,620 | +1.58%  |
| 2011    | 3,458,045 | +1.72%  |
| source: |           |         |